# 右京区
右京区（うきょうく）は、京都市を構成する11区のひとつ。1931年に嵯峨町と梅津村・京極村など9村が京都市に編入されたのに伴い設立。市内西北部に位置し、2005年の京北町合併後は京都市の区の中では最大の面積である（それまでは左京区が最大だった）。

## 概要
区南部は古くは都の皇族や公家の別荘が点在していたが、現在は主として住宅地になっている。
区西部や北部は山間地である。かつては山国郷（京北山国・黒田地区）の木材が桂川を下り、下流の嵯峨・梅津などで陸揚げされて京の中心部へ運ばれた。

## 地理

### 地形

#### 山地
主な山
- 愛宕山
- 嵐山
- 岩田山
- 小倉山
- 衣笠山
- 五位山
- 桟敷ヶ岳
- 遍照寺山

主な峠
- 井戸峠
- 笠峠
- 栗尾峠
- 芹生峠
- 狭間峠
- 八丁峠
- 深見峠
- 御経坂峠

主な丘陵
- 双ヶ丘

#### 河川
主な川
- 桂川（上桂川、保津川、保津峡）
- 天神川
- 御室川
- 有栖川
- 弓削川
- 細野川

#### 湖沼
主な池
- 大沢池
- 広沢池

### 地域
区を構成する町：京都市右京区の町名
区北部の京北は全域が丹波高原に当たる。旧京北町の町役場が置かれた周山と宇津が主な盆地だが、その他は山地で、この盆地をつなぐように桂川が流れる。
区南部は、北方の山岳部を除いては桂川に沿っており、ほぼ平坦である。
京北は編入前から右京区と周山街道（国道162号）や桂川によって結ばれていた。

### 人口
| 右京区に相当する地域の人口の推移 |           |  |
| \| 1975年（昭和50年） \| 197,196人 \| \| \| 1980年（昭和55年） \| 199,958人 \| \| \| 1985年（昭和60年） \| 201,359人 \| \| \| 1990年（平成2年） \| 202,410人 \| \| \| 1995年（平成7年） \| 204,680人 \| \| \| 2000年（平成12年） \| 202,259人 \| \| \| 2005年（平成17年） \| 202,356人 \| \| \| 2010年（平成22年） \| 202,943人 \| \| \| 2015年（平成27年） \| 204,262人 \| \| \| 2020年（令和2年） \| 202,047人 \| \| |           |  |
| 総務省統計局 国勢調査より |           |  |
| 1975年（昭和50年） | 197,196人 |  |
| 1980年（昭和55年） | 199,958人 |  |
| 1985年（昭和60年） | 201,359人 |  |
| 1990年（平成2年） | 202,410人 |  |
| 1995年（平成7年） | 204,680人 |  |
| 2000年（平成12年） | 202,259人 |  |
| 2005年（平成17年） | 202,356人 |  |
| 2010年（平成22年） | 202,943人 |  |
| 2015年（平成27年） | 204,262人 |  |
| 2020年（令和2年） | 202,047人 |  |

### 隣接自治体・行政区
京都府
- 京都市（北区、左京区、中京区、下京区、西京区、南区）
- 亀岡市
- 南丹市

## 歴史

### 古代
現在の右京区がある地域の歴史は古く、かつてこの地には山背（山城）国府が置かれていたともいわれる。
渡来人の秦氏もこの地方を拠点として活躍したと思われ、氏寺として広隆寺を建立した。
秦氏と関係の深い桓武天皇が平安京を定めると、京中に寺の建立が禁止されていたために、現在の右京区域にも多くの寺社が立ち並んだ。
嵯峨天皇が嵯峨離宮（後の大覚寺）を建てたりするなど多くの貴族はこの地に馴染み、また嵐山に遊んだ。

### 近世
戦国
戦国時代以降より桂川の水運が盛んとなり、嵯峨周辺に豪商が成長したが、その中で嵐山の豪商角倉了以が徳川幕府と結びつき、保津川（桂川）ほか各地の河川の開削を行った。このためか角倉家は大いに発展し、東南アジアにまで進出するに至る。鎖国以後も桂川水運の管理を任され、現在の南丹市世木より下流の桂川の重要な港には角倉役所が置かれた。桂川水運は嵐山や梅津を荷揚場とし、天神川を水路として丹波以北からの品物を京都中に運んだ。
右京区京北地区の歴史としては、平安京造営の際に木材を献上した山国郷が歴史上最初に現れる。これが基となって朝廷に縁を持ち、南北朝時代には光厳天皇が山国郷に一寺常照皇寺を開きこの地に葬られた。戦国時代には土豪宇津氏が当地に割拠したが、明智光秀の攻撃を受けて滅んだ。この地に周山城が築かれたという。
江戸
江戸時代には園部藩、篠山藩が支配したが、山国郷は禁裏御料となった。

### 近代
明治
明治維新の際には時代祭行列で知られる山国隊が当地の農民により編成され官軍に参加し活躍した。

### 近現代
昭和
- 1931年4月1日 - 葛野郡嵯峨町、太秦村、花園村、西院村、梅津村、京極村、梅ヶ畑村、松尾村、桂村、川岡村が京都市に編入、右京区が誕生。
- 1945年 - 京都空襲
  - 3月19日 - 春日町空襲
  - 4月16日 - 太秦空襲（死者2人、重傷者11人、軽傷者37人、民家半壊3戸）
- 1950年12月1日 - 乙訓郡大枝村を編入。
- 1959年11月1日 - 乙訓郡大原野村を編入。
- 1976年10月1日 - 右京区から西京区が分区（松尾、桂、川岡、大枝、大原野地区は西京区へ）。

### 現代
平成
- 2005年4月1日 - 北桑田郡京北町を編入。

## 政治

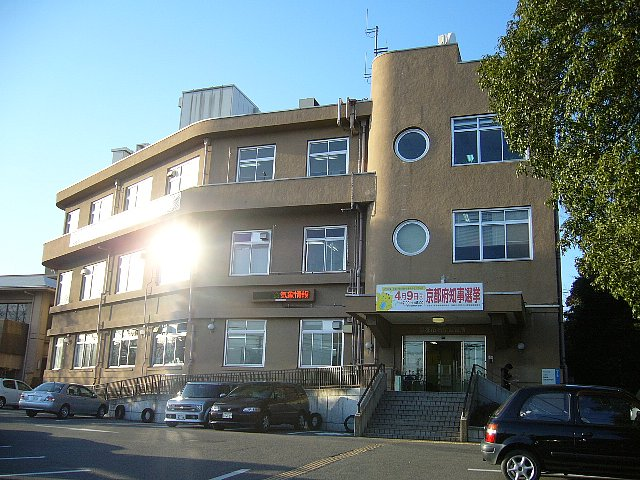
移転前の右京区総合庁舎

### 行政

#### 役所
区役所
- 右京区役所 - 京都市右京区太秦下刑部町12

右京区役所（総合庁舎）は、京福電鉄嵐山本線（嵐電）太秦広隆寺駅前（右京警察署東隣）から、地下鉄東西線太秦天神川駅併設の建物SANSA右京に移転した。
出張所
- 嵯峨出張所 - 京都市右京区嵯峨釈迦堂大門町35
- 高雄出張所 - 京都市右京区梅ヶ畑奥殿町26-1
- 宕陰出張所 - 京都市右京区嵯峨樒原宮ノ上町2-5
- 京北出張所 - 京都市右京区京北周山町上寺田1-1

### 議会

#### 衆議院
- 京都府第4区

## 施設

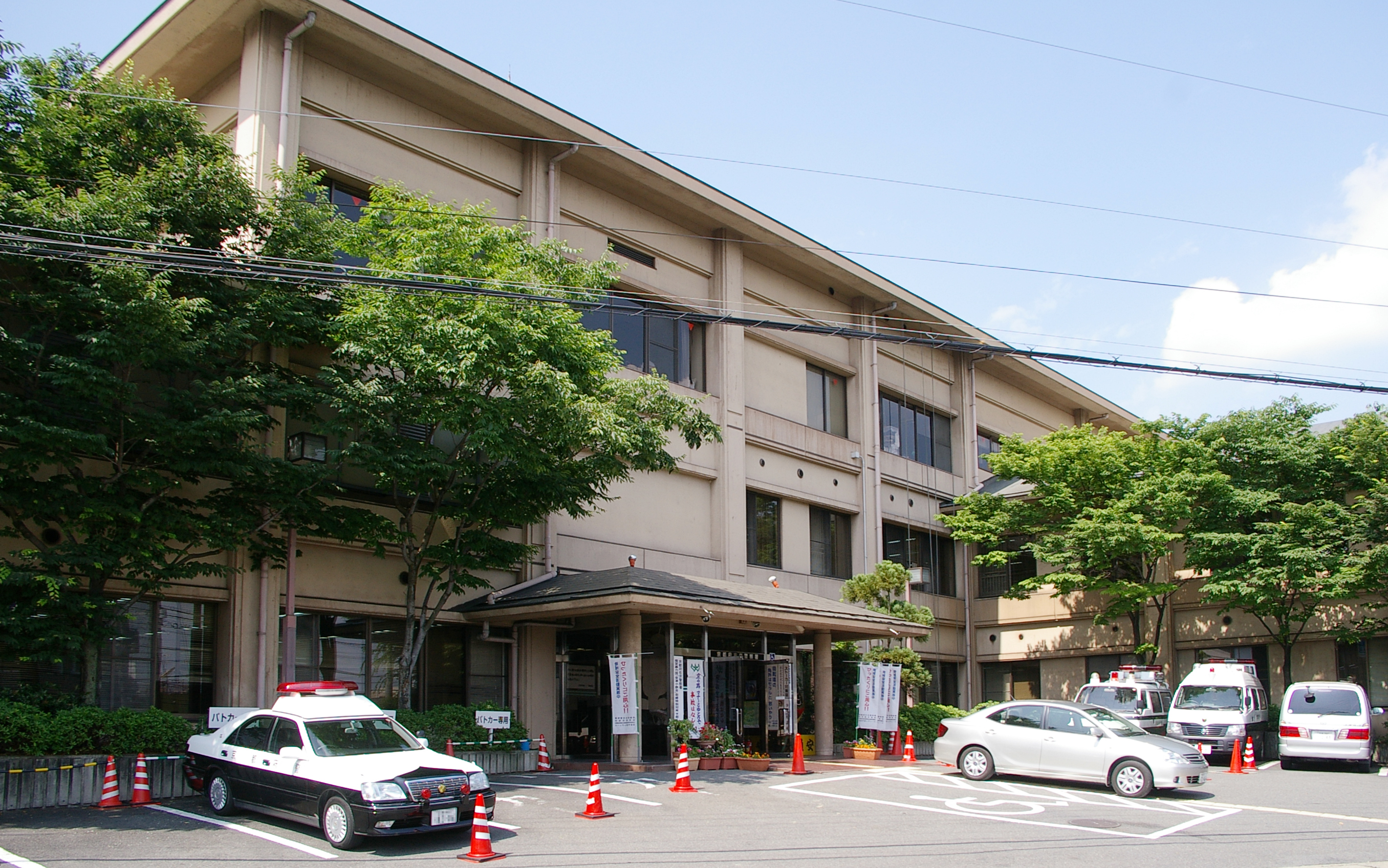
右京警察署

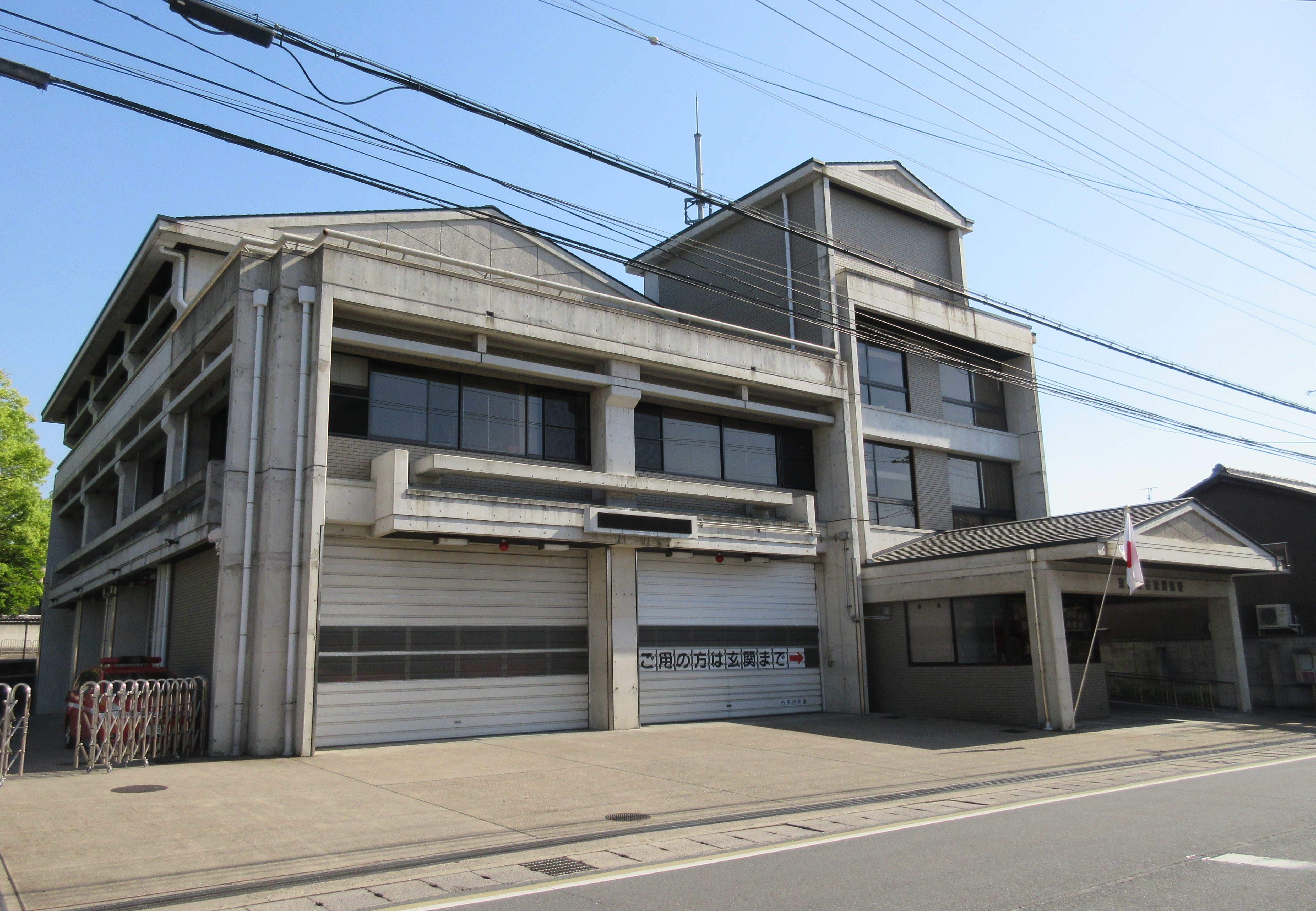
右京消防署

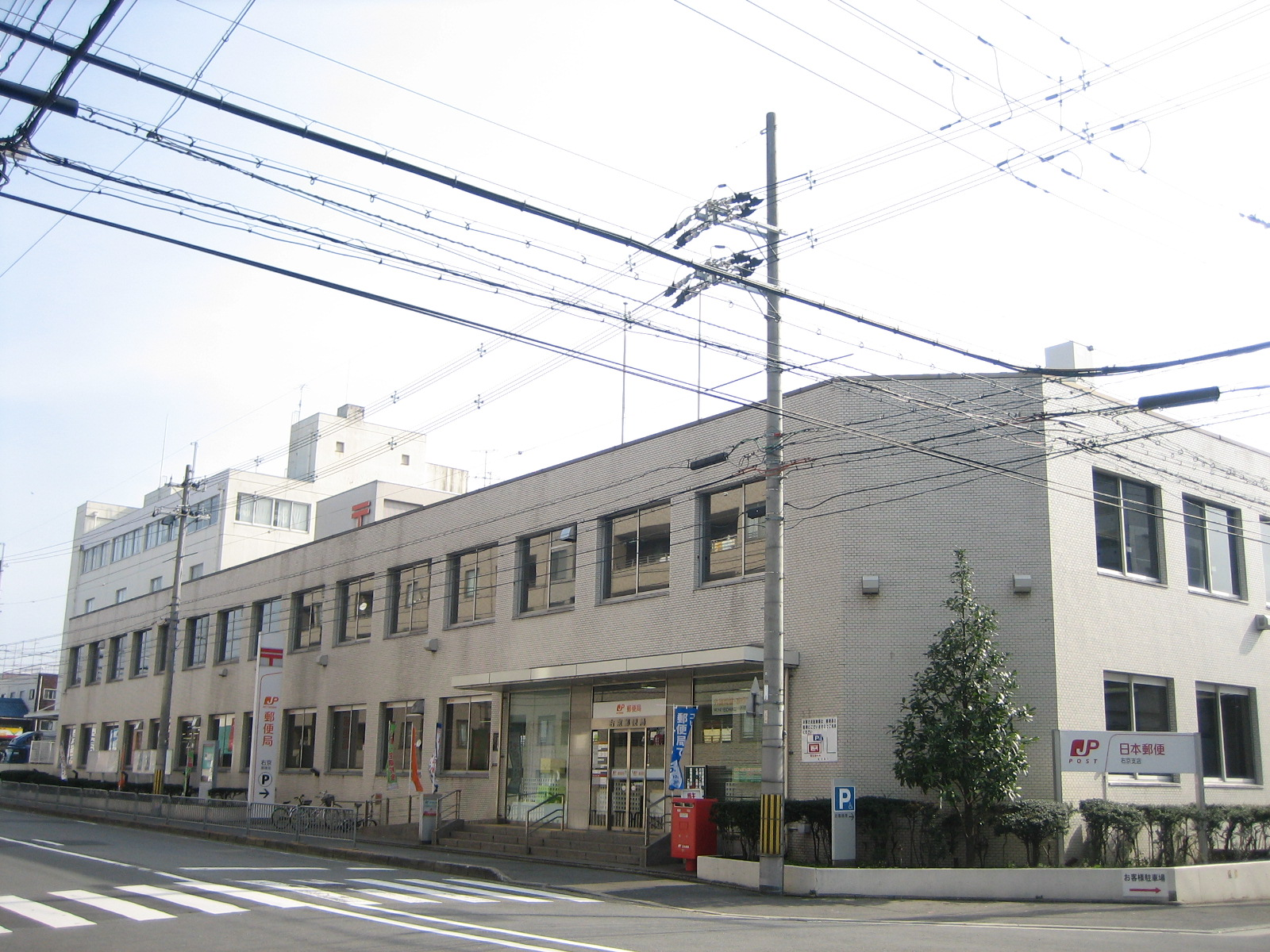
右京郵便局

### 警察
警察署
- 京都府右京警察署

交番
- 京北交番（右京区京北周山町宮ノ下）
- 花園安井交番（右京区太秦安井小山町）
- 太秦交番（右京区太秦下刑部町）
- 山ノ内交番（右京区西院日照町）
- 嵯峨野交番（右京区嵯峨野秋街道町）
- 梅津交番（右京区梅津高畝町）
- 嵯峨嵐山交番（右京区嵯峨天竜寺芒ノ馬場町）
- 福王子交番（右京区宇多野福王子町）
- 常盤野交番（右京区常盤段ノ上町）
- 西大路四条交番（右京区西院高山寺町）
- 西五条交番（右京区西京極新明町）
- 西京極交番（右京区西京極堤外町）
- 春日交番（右京区西院寿町）

駐在所
- 高雄駐在所（右京区梅ケ畑奥殿町）
- 弓削駐在所（右京区京北下中町）
- 山国駐在所（右京区京北比賀江町）
- 黒田駐在所（右京区京北宮町）
- 細野駐在所（右京区京北細野町）

### 消防
消防署
- 京都市右京消防署（右京区太秦蜂岡町36）

出張所
- 嵯峨出張所（右京区嵯峨天竜寺今堀町1）
- 梅津出張所（右京区梅津高畝町46）
- 御室出張所（右京区御室大内35-1）
- 京北出張所（右京区京北下中町勝山田8）

### 医療
主な病院
- 京都市立京北病院
- 京都民医連中央病院
- 国立病院機構宇多野病院

民医連
- 京都民主医療機関連合会

### 郵便局
右京区の担当集配郵便局は、以下の管轄となっている。
- 右京郵便局 - 615-xxxx
- 京都西郵便局 - 616-xxxx
- 周山郵便局 - 601-02xx、601-03xx、601-04xx、601-05xx

### 文化施設
複合施設
- サンサ右京

図書館
- 京都市右京中央図書館
- 陽明文庫

博物館
- 嵯峨嵐山文華館（旧時雨殿）

美術館
- 福田美術館

### 運動施設
- 京都アクアリーナ
- 京都市体育館
- 京都市西京極総合運動公園
  - 補助競技場
  - わかさスタジアム京都
  - たけびしスタジアム京都

## 経済

### 第一次産業

#### 林業
- 杉乃精 - 北山杉を原料にエッセンシャルオイルなどを生産

### 第二次産業

#### 工業
主な工場
- 日新電機
- サンコール
- ダイニック
- たけびし
- ローム

### 第三次産業

#### 商業
主な商業施設
- イオンモール京都五条
- 京都ファミリー

## 教育

### 大学
- 京都外国語大学
- 京都光華女子大学
- 京都嵯峨芸術大学
- 京都先端科学大学 - 京都太秦キャンパス
- 花園大学 京北キャンパス

### 高等学校
府立
- 京都府立嵯峨野高等学校
- 京都府立北嵯峨高等学校
- 京都府立北桑田高等学校

私立
- 花園高等学校
- 京都学園高等学校
- 京都外大西高等学校
- 京都光華高等学校

### 中学校
市立
- 京都市立蜂ヶ岡中学校
- 京都市立太秦中学校
- 京都市立嵯峨中学校
- 京都市立四条中学校
- 京都市立西京極中学校
- 京都市立梅津中学校
- 京都市立西院中学校
- 京都市立高雄中学校(閉校)
- 京都市立双ヶ丘中学校

私立
- 京都学園中学校
- 京都光華中学校
- 花園中学校

### 小学校
市立
- 京都市立嵯峨小学校
- 京都市立広沢小学校
- 京都市立嵐山小学校
- 京都市立水尾小学校（休校中）
- 京都市立常磐野小学校
- 京都市立嵯峨野小学校
- 京都市立御室小学校
- 京都市立宇多野小学校
- 京都市立花園小学校
- 京都市立高雄小学校
- 京都市立太秦小学校
- 京都市立南太秦小学校
- 京都市立安井小学校
- 京都市立西院小学校
- 京都市立山ノ内小学校
- 京都市立梅津小学校
- 京都市立梅津北小学校
- 京都市立西京極小学校
- 京都市立西京極西小学校
- 京都市立葛野小学校

私立
- 光華女子学園光華小学校

### 義務教育学校
市立
- 京都市立宕陰小中学校
- 京都市立京都京北小中学校

### 特別支援学校
市立
- 京都市立鳴滝総合支援学校

府立
- 京都府立聾学校

### その他
- 中央仏教学院 - 私立の浄土真宗本願寺派の僧侶を養成する機関専門校（各種学校）
- 京都朝鮮第二初級学校 - 日本の幼稚園・小学校に当たる教育を行っている朝鮮学校（非一条校）
- 京都朝鮮第二中級学校 - 日本の中学校に当たる教育を行っている朝鮮学校（非一条校）

## 交通

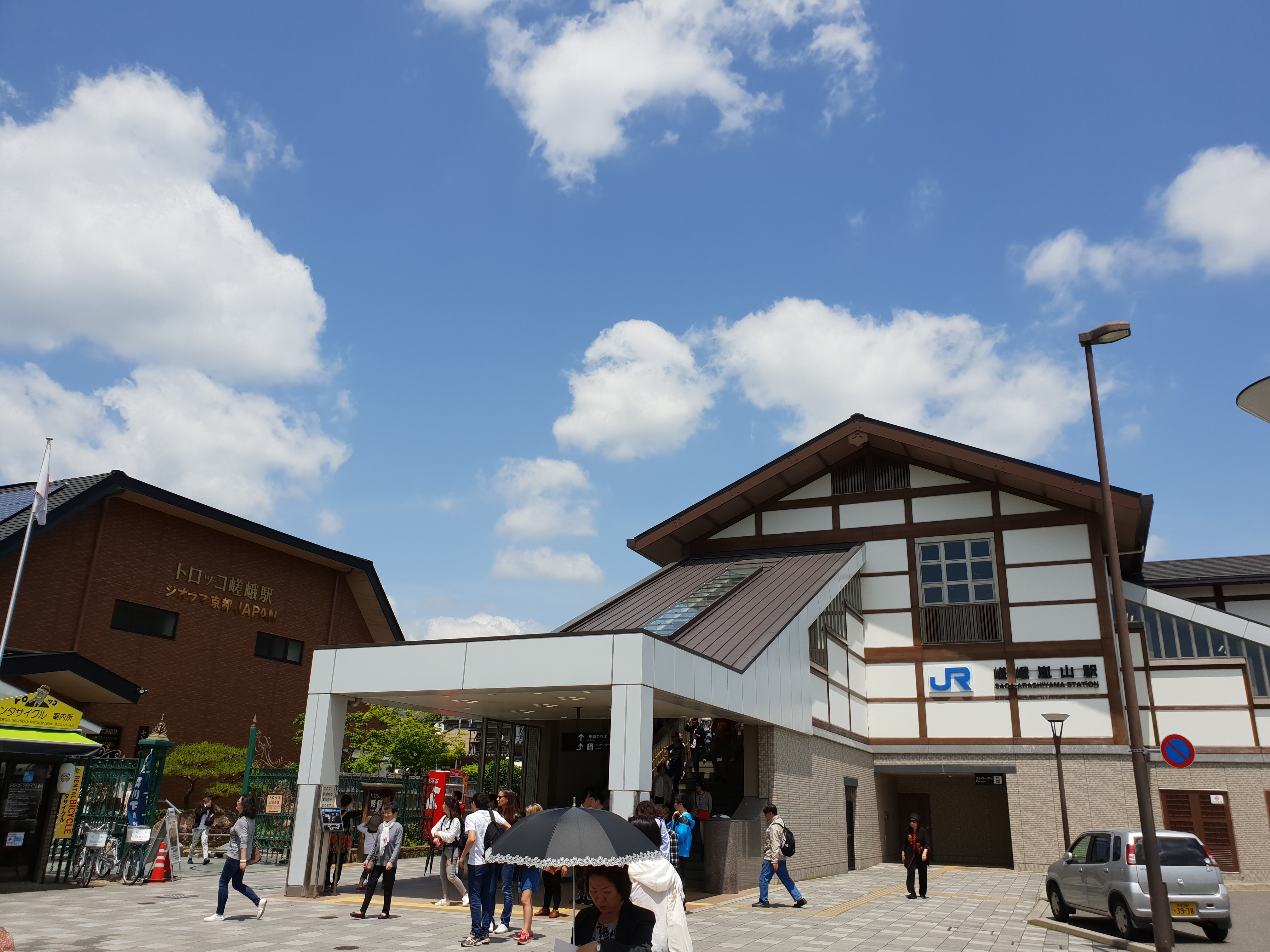
嵯峨嵐山駅

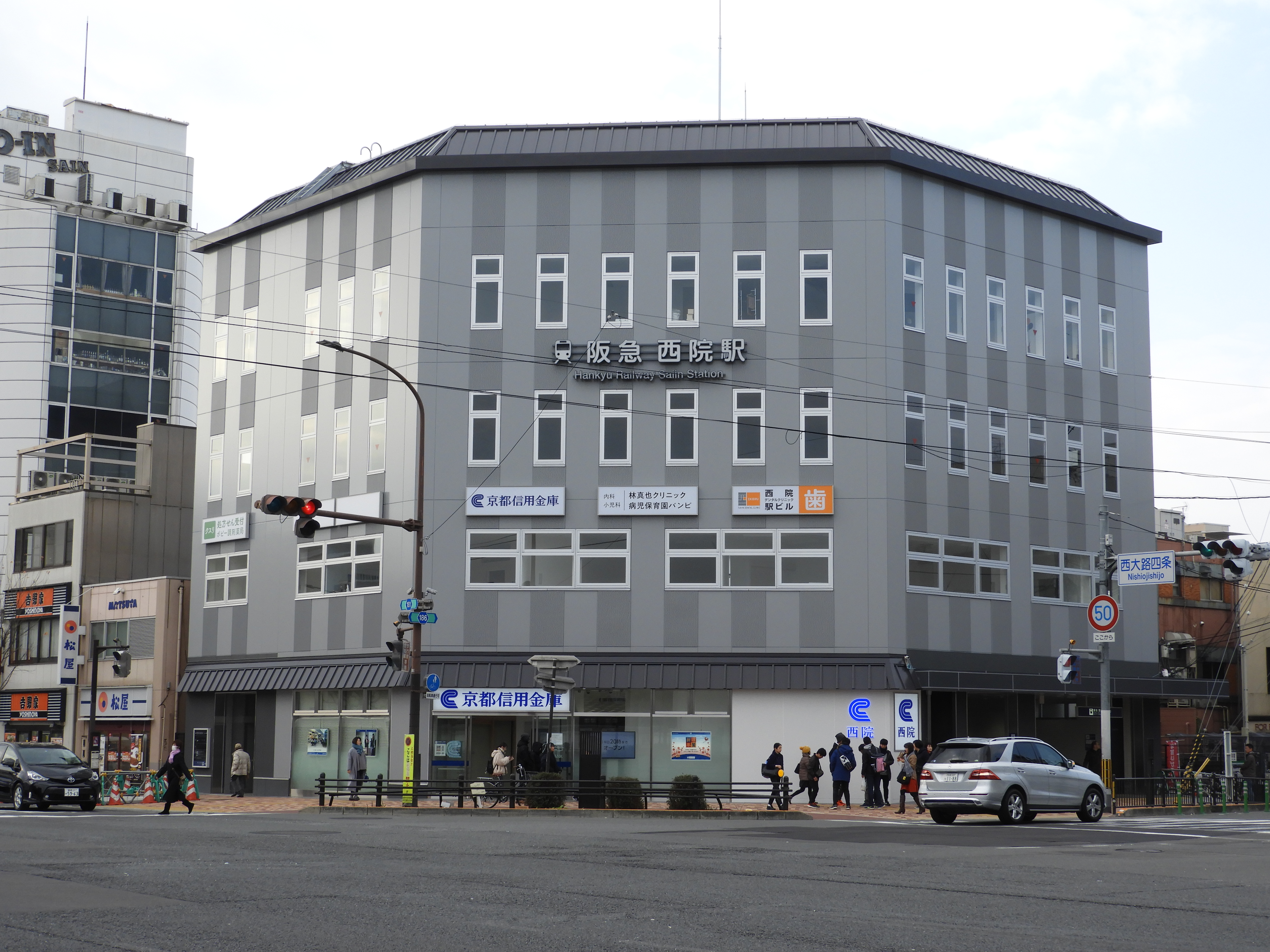
西院駅

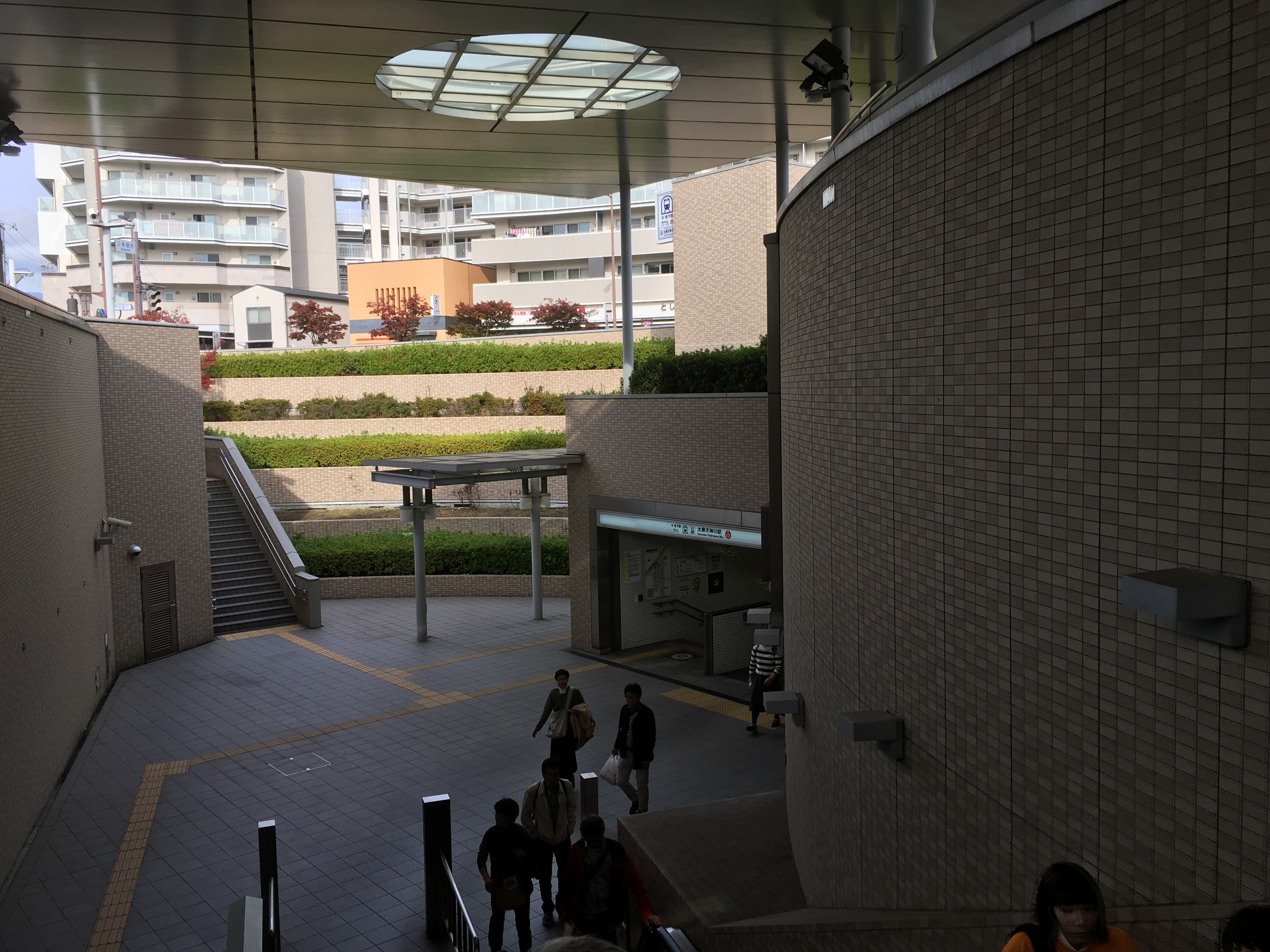
太秦天神川駅

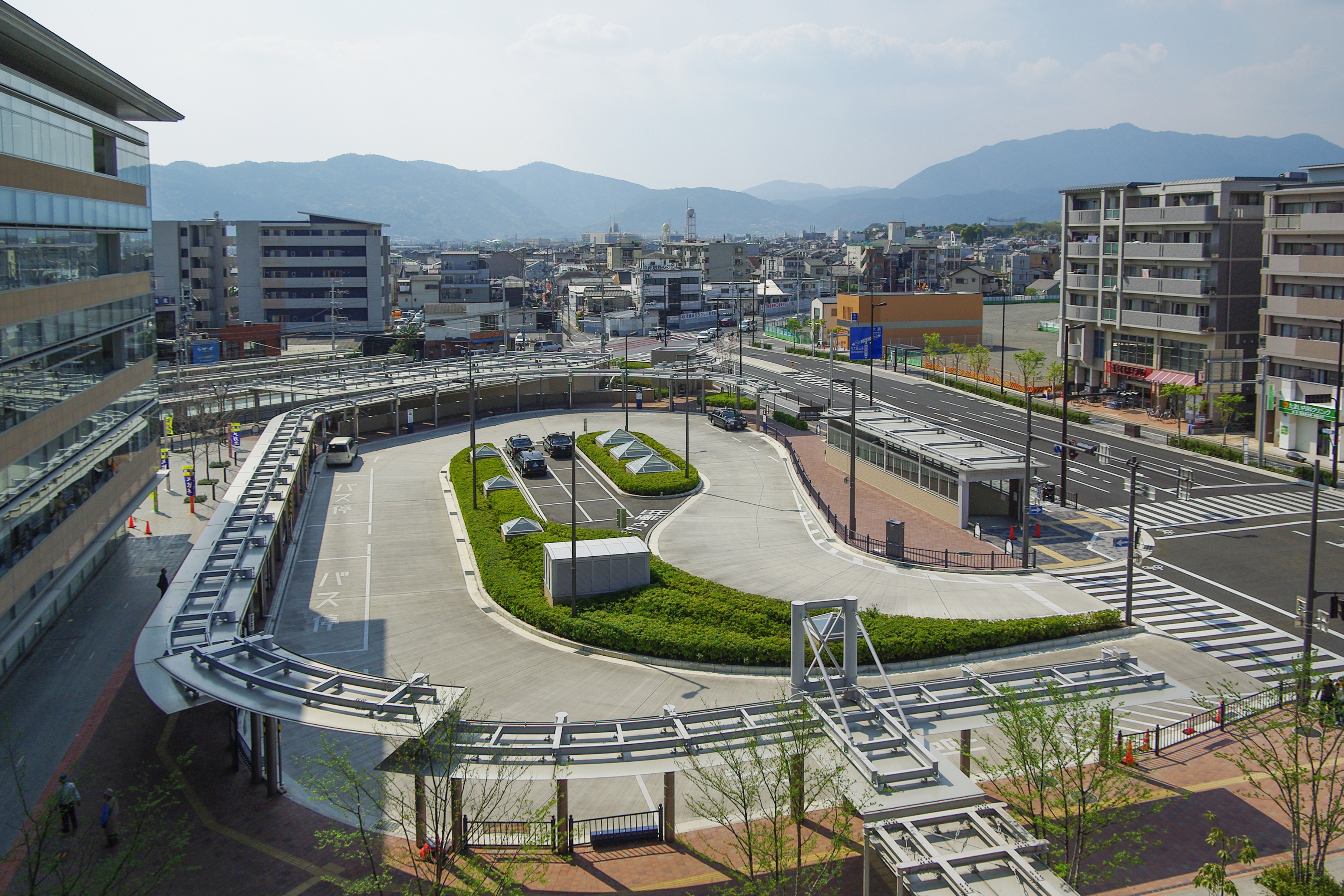
太秦天神川駅バスターミナル

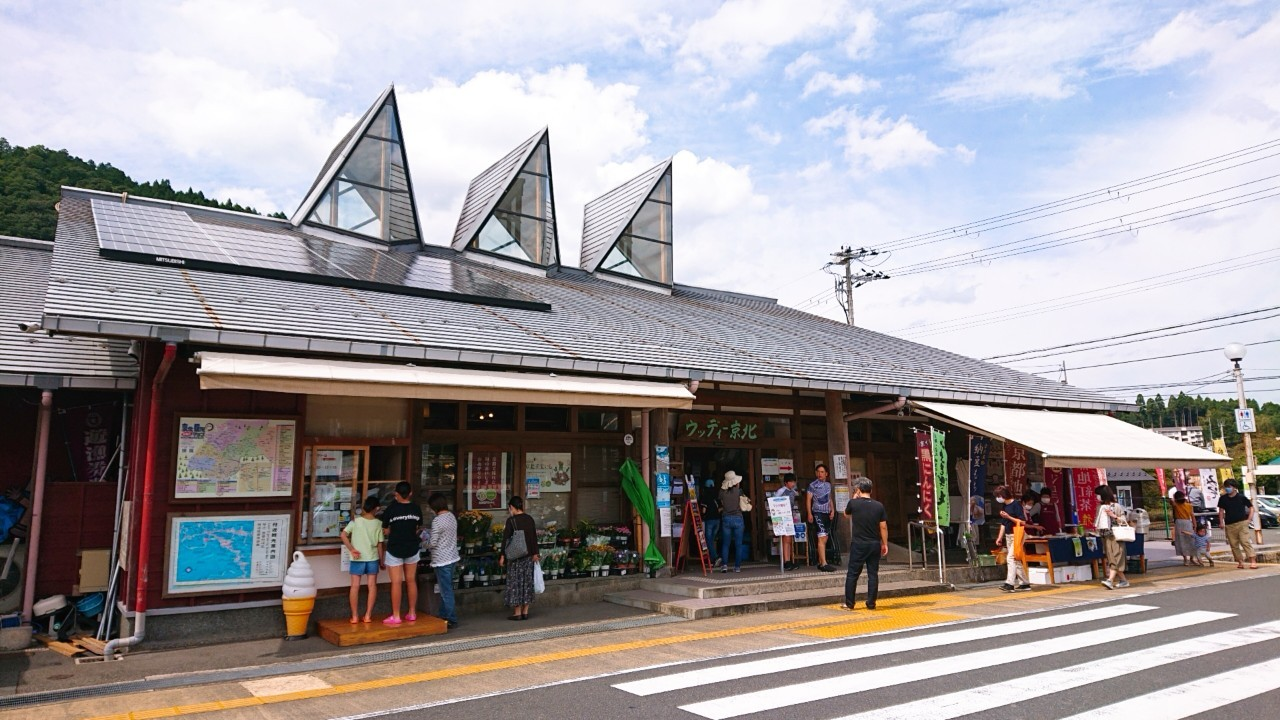
道の駅ウッディー京北

### 鉄道
区役所の最寄り駅：太秦天神川駅

#### 鉄道路線
西日本旅客鉄道（JR西日本）
- 山陰本線（嵯峨野線）：（至京都駅）←花園駅 - 太秦駅 - 嵯峨嵐山駅 →（至園部駅）

阪急電鉄（阪急）
- 京都本線：（至十三駅） ← 西京極駅 - 西院駅 →（至京都河原町駅）

京福電気鉄道（嵐電）
- 嵐山本線：（至四条大宮駅）←西院駅- 西大路三条駅 - 山ノ内駅 -嵐電天神川駅 - 蚕ノ社駅 - 太秦広隆寺駅 - 帷子ノ辻駅 - 有栖川駅 - 車折神社駅 - 鹿王院駅 - 嵐電嵯峨駅 - 嵐山駅
- 北野線：帷子ノ辻駅 - 撮影所前駅 - 常盤駅 - 鳴滝駅 - 宇多野駅 - 御室仁和寺駅 - 妙心寺駅 - 龍安寺駅 →（至北野白梅町駅）

嵯峨野観光鉄道
- 嵯峨野観光線：トロッコ嵯峨駅 - トロッコ嵐山駅 →（至トロッコ亀岡駅）

京都市営地下鉄
- 東西線：太秦天神川駅 →（至六地蔵駅）

### バス

#### 路線バス
- 西日本JRバス
- 京都バス
- 京阪京都交通
- 京都市営バス
- 京北ふるさとバス - 旧・京北町地域各地を運行する。
- 南丹市営バス - 旧・京北町地域と南丹市を結んで運行する。
- 水尾自治会バス - 保津峡駅と水尾を結ぶ。

### 道路

#### 有料道路
- 嵐山-高雄パークウエイ

#### 国道
- 国道9号
- 国道162号
- 国道477号

#### 府道
主要地方道
- 京都府道29号宇多野嵐山山田線
- 京都府道50号京都日吉美山線
- 京都府道61号京都京北線
- 京都府道78号佐々江下中線

一般府道
- 京都府道101号銀閣寺宇多野線
- 京都府道102号嵐山西院線
- 京都府道112号二条停車場嵐山線
- 京都府道113号梅津東山七条線
- 京都府道129号花園停車場大将軍線
- 京都府道130号花園停車場御室線
- 京都府道131号花園停車場広隆寺線
- 京都府道132号太秦上桂線
- 京都府道133号嵯峨野西梅津線
- 京都府道135号嵯峨嵐山停車場線
- 京都府道136号大覚寺平岡線
- 京都府道137号清滝鳥居本線
- 京都府道138号神護寺線
- 京都府道142号沓掛西大路五条線
- 京都府道361号上黒田貴船線
- 京都府道362号愛宕弓槻線
- 京都府道363号宮ノ辻神吉線
- 京都府道364号中地日吉線
- 京都府道365号中地熊田線
- 京都府道366号塔下弓削線
- 京都府道367号常照寺上台線
- 京都府道369号八原田上弓削線
- 京都府道370号佐々里井戸線
- 京都府道401号嵯峨亀岡線
- 京都府道443号佐々江京北線

### 道の駅
- 道の駅ウッディー京北

## 観光

### 名所・旧跡
城郭
- 周山城

神社
- 愛宕神社（総本社）
- 阿刀神社
- 今宮神社（祇花園社）
- 岩神神社
- 梅宮大社
- 大井神社
- 大酒神社
- 神ノ木神社
- 車折神社（藝能神社）
- 木嶋坐天照御魂神社（蚕ノ社）
- 西院春日神社
- 住吉大伴神社
- 野宮神社
- 平岡八幡宮
- 福王子神社
- 山国神社

寺院
- 化野念仏寺
- 厭離庵
- 愛宕念仏寺
- 祇王寺
- 桂春院
- 源光寺
- 高山寺
- 広隆寺
- 西寿寺
- 西方寺
- 西明寺
- 三宝寺
- 大龍寺
- 直指庵
- 春光院
- 常寂光寺
- 常照皇寺
- 神護寺
- 清凉寺
- 大覚寺
- 大聖院
- 退蔵院
- 滝口寺
- 檀林寺
- 長福寺
- 月輪寺
- 転法輪寺
- 天龍寺
- 東光寺
- 東林院
- 二尊院（華台寺）
- 仁和寺
- 福徳寺
- 遍照寺
- 法雲院
- 宝筐院
- 宝厳院
- 法金剛院
- 宝樹寺
- 宝泉寺
- 法然寺
- 本願寺（嵯峨本願寺）
- 本願寺角坊
- 妙光寺
- 妙心寺
- 龍安寺
- 了徳寺
- 臨川寺
- 蓮華寺
- 鹿王院

遺跡
- 天塚古墳
- 甲塚古墳
- 狐塚古墳
- 淳和院
- 大覚寺古墳群
  - 円山古墳
- 垂箕山古墳
- 双ヶ岡古墳群

### 観光スポット
- 保津峡
- 廃村八丁 - かつて存在した集落で現在は廃村となっている。ハイキングコースにあるため、ハイカーや廃墟マニアの訪問が多いが、遭難事故も多発している。
- 水尾

西京極
- 京都市西京極総合運動公園 - 女子駅伝、高校駅伝、京都マラソンなどが行われる。

花園
- 妙心寺 - 塔頭寺院に、桂春院、春光院、退蔵院などがある。

太秦
- 広隆寺
- 東映太秦映画村
- 木嶋坐天照御魂神社
- 蛇塚古墳

梅津
- 梅宮大社
- 長福寺

龍安寺
御室
- 仁和寺

鳴滝
- 了徳寺

嵐山

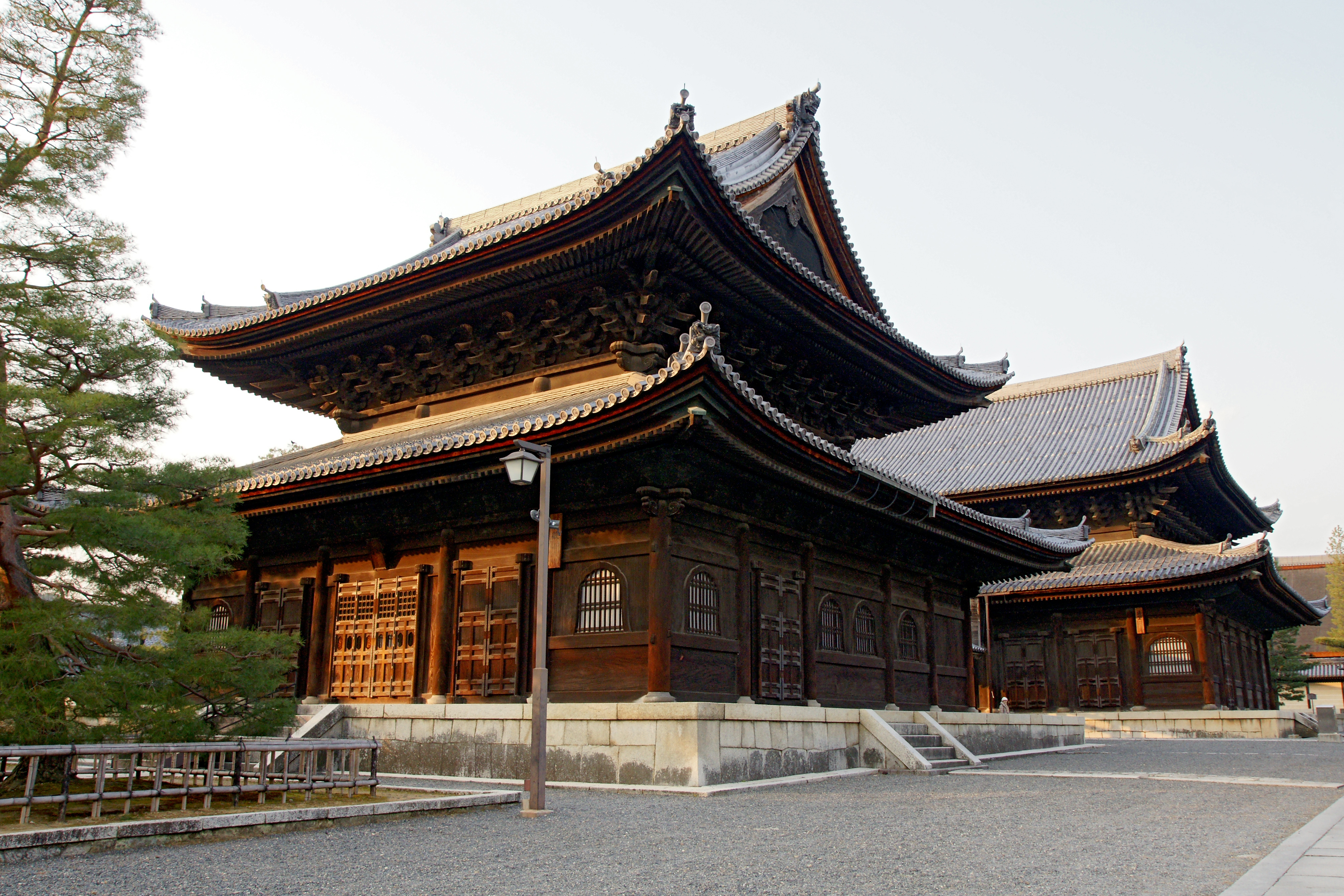
妙心寺
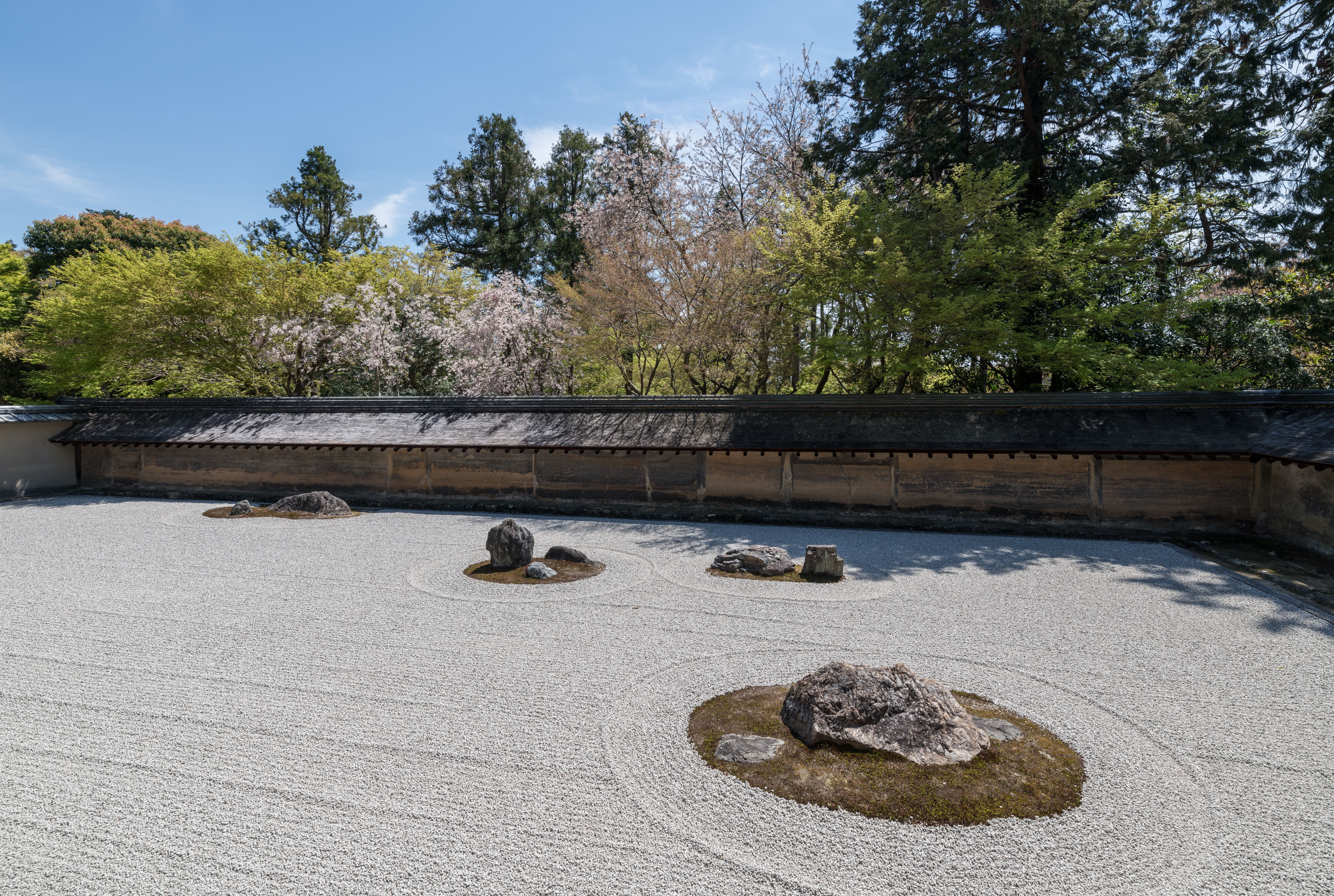
龍安寺
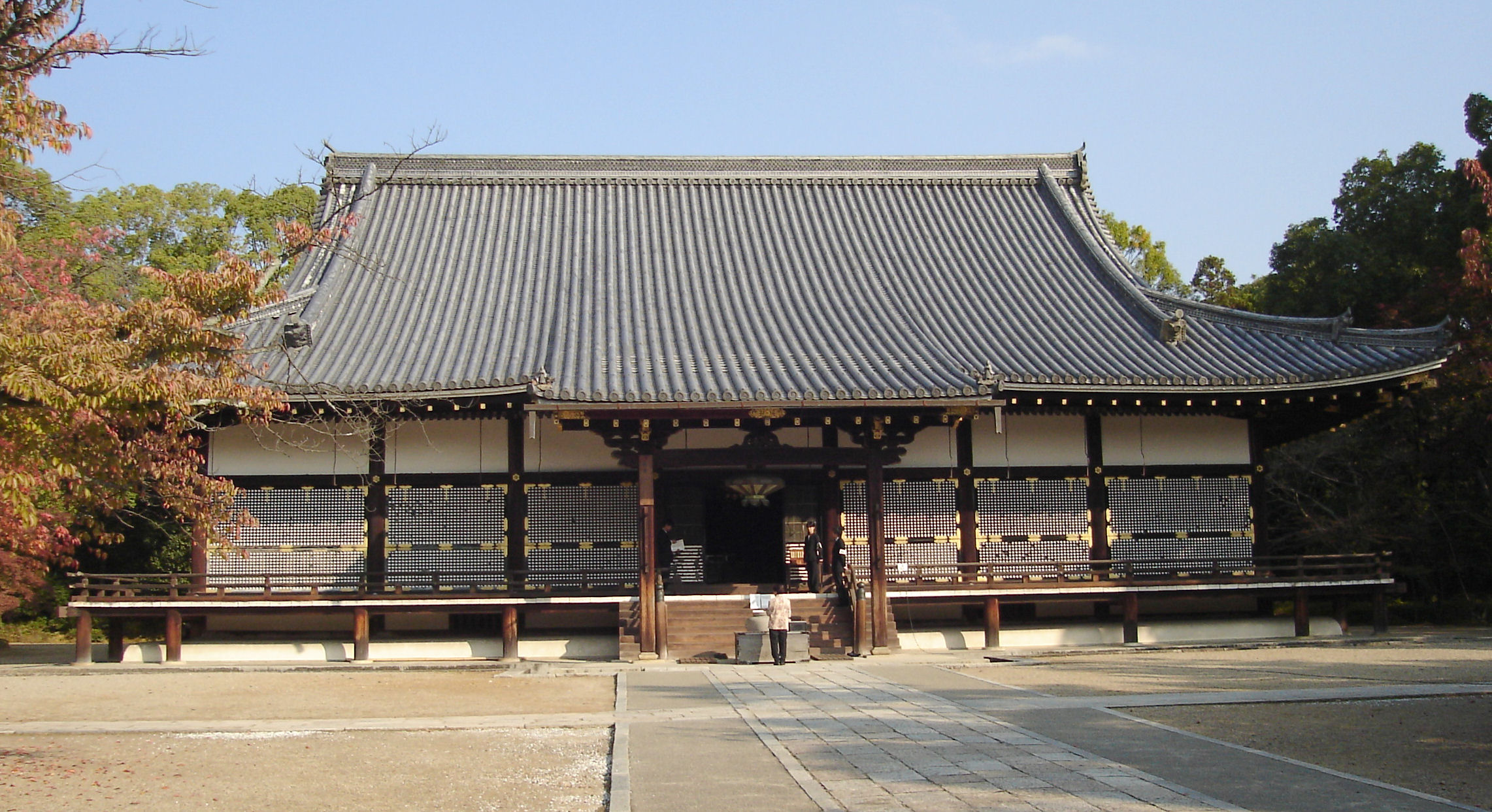
仁和寺
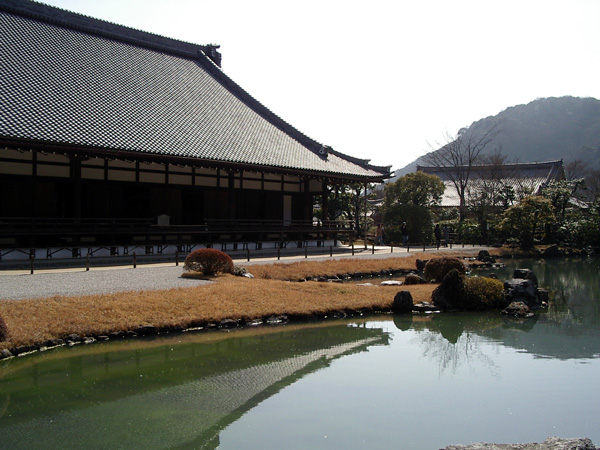
天龍寺
- 法然寺
- 渡月橋
- 小倉山
- 亀山公園
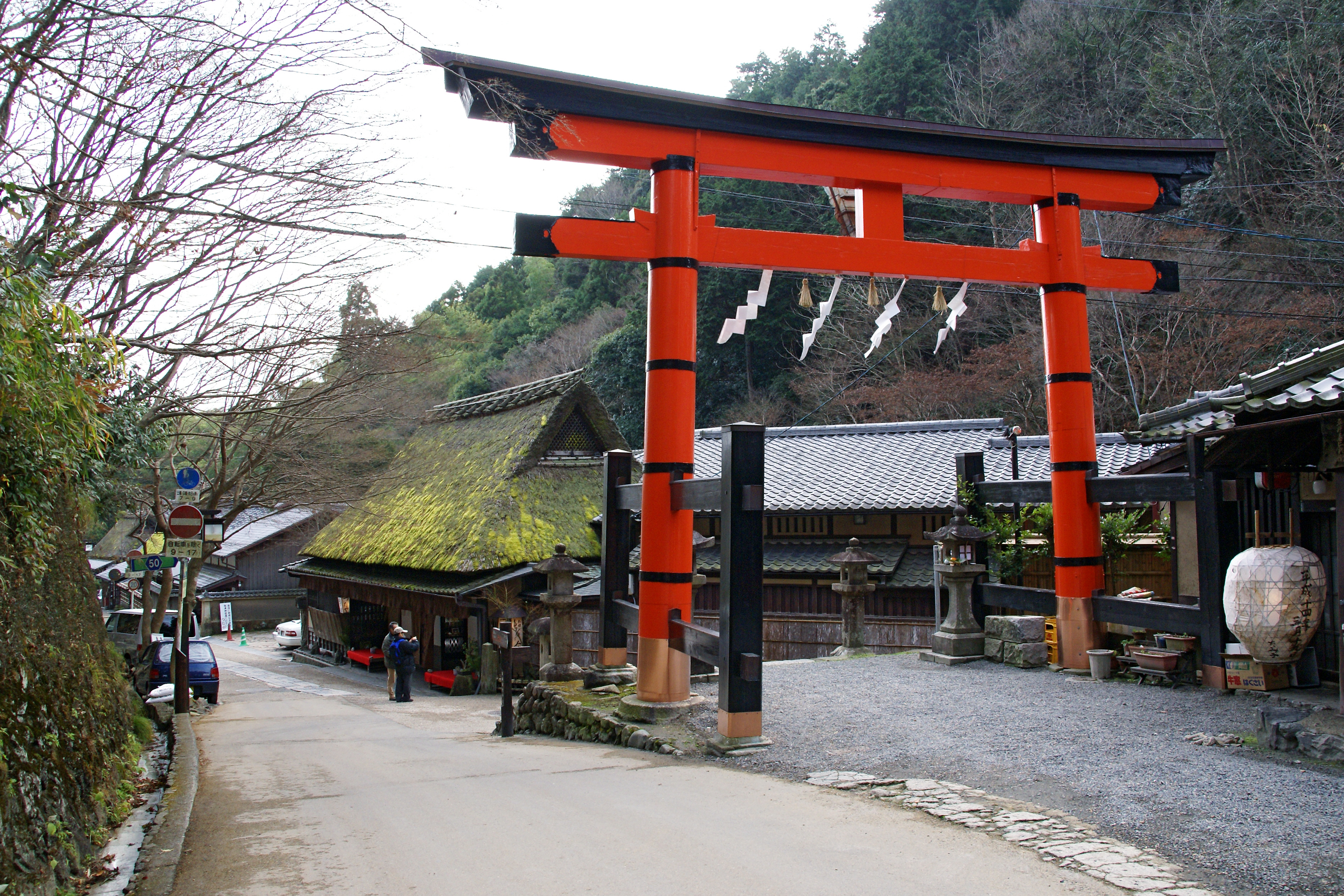
嵯峨嵐山文華館（旧時雨殿） - 百人一首と日本画を紹介する美術館
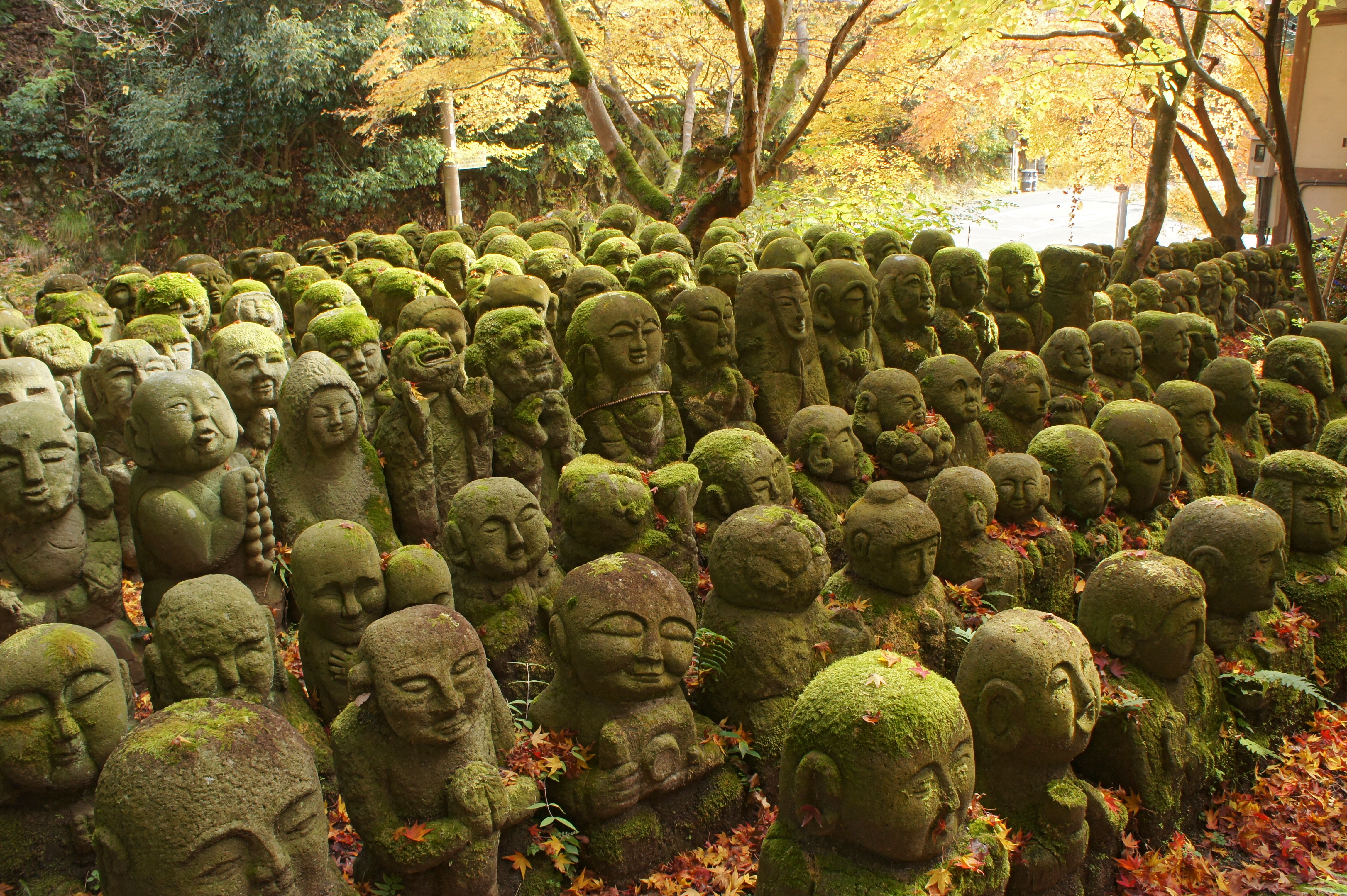
愛宕念仏寺
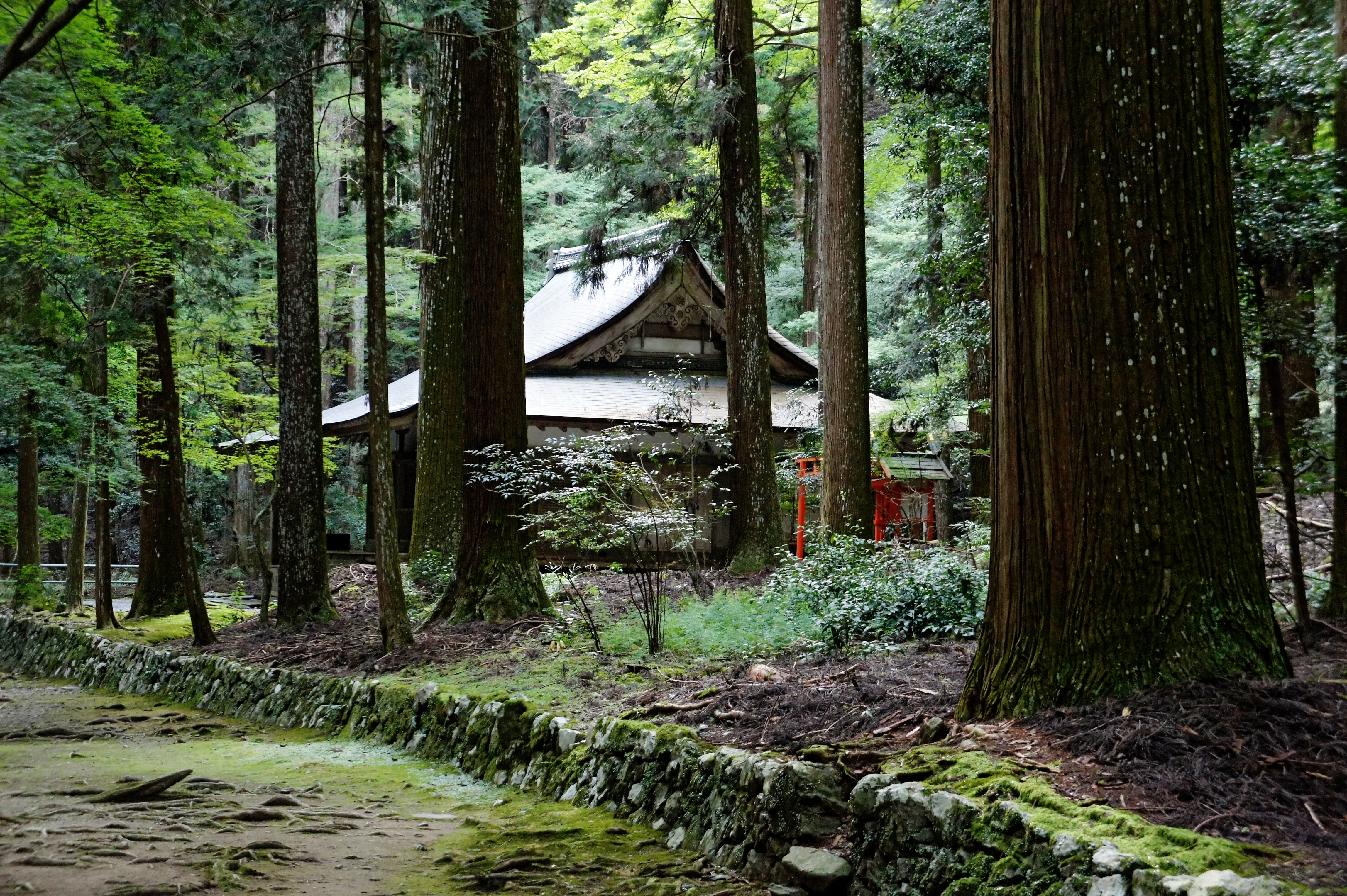
高山寺

嵯峨野
- 常寂光寺
- 二尊院
- 落柿舎
- 大覚寺
- 清凉寺（嵯峨釈迦堂）
- 野宮神社
- 車折神社

嵯峨鳥居本
- 化野念仏寺
- 愛宕念仏寺

愛宕山
- 愛宕神社
- 月輪寺
- 空也の滝

高雄
- 高雄山神護寺

槙尾
- 西明寺

栂尾
- 高山寺

京北
- 常照皇寺

梅ケ畑
- 平岡八幡宮
- 大龍寺

- 妙心寺
- 龍安寺
- 仁和寺
- 天龍寺
- 嵯峨鳥居本
- 愛宕念仏寺
- 高山寺

## 文化・名物

### 祭事・催事
- 斎宮行列

### 名産・特産
- あぶり餅 - 嵯峨清凉寺などが有名

## 出身関連著名人
- 有田芳生（衆議院議員、元参議院議員、ジャーナリスト）旧京北町
- 荒木実（元競輪選手、競輪評論家）
- 井上剛宏（造園家）
- 宇治みさ子（女優）
- 岡本慎太郎（ラグビー選手）
- 桂小南 (2代目)（落語家）旧京北町
- 金子侑司（プロ野球選手、埼玉西武ライオンズ所属）
- 北山亘基（プロ野球選手、北海道日本ハムファイターズ所属）
- 金星根（元プロ野球選手・監督）
- 田中あいみ（演歌歌手）
- 三條美紀（女優）
- 玉川みちみ（女優）
- 中村武志（元プロ野球選手）
- 鳴滝翔月（大相撲力士）
- 原田伸郎（お笑い芸人、プロゴルファー）
- 桧山進次郎（元プロ野球選手）
- 牧野省三（映画監督）旧京北町
- 森田富士郎（撮影技師、撮影監督、特撮監督）
- 吉岡里帆（女優、グラビアアイドル）

## ゆかりのある著名人
- クリストフ・ルメール（競馬騎手）区内在住